# Senja (Schiff, 1937)
Die Senja war ein Wachboot des norwegischen Fischereiaufsichtsdiensts („Fiskerioppsynstjenesten“), das im Zweiten Weltkrieg von der deutschen Kriegsmarine erobert und unter dem Namen Löwe als Wach- und Vorpostenboot eingesetzt wurde, nach dem Krieg wieder als norwegisches Fischereischutzboot und zuletzt als Fischtrawler und Kümo diente.

## Bau und technische Daten

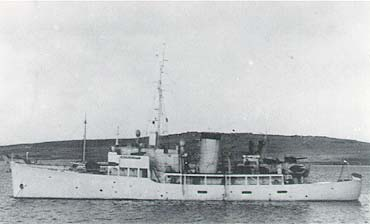
Das Schwesterschiff Nordkapp

Das Schiff lief am 25. August 1937, eine Woche nach seinem Schwesterschiff Nordkapp, auf der Marinens Hovedværft auf Karljohansvern in Horten vom Stapel. Es war 39,8 m lang und 6,53 m breit und hatte 2,26 m Tiefgang. Die Wasserverdrängung betrug 243 Tonnen standard und 279 Tonnen voll beladen. Zwei 6-Zylinder-4-Takt-Dieselmotoren von Sulzer mit zusammen 580 PS erlaubten über eine Welle eine Geschwindigkeit von 13,7 Knoten. Die Reichweite betrug 3200 Seemeilen bei 11 Knoten Marschgeschwindigkeit. Die Bewaffnung bestand ursprünglich aus einer 47-mm-Kanone auf dem Achterschiff, die im Januar 1940 durch eine 76-mm-Kanone ersetzt wurde. Die Besatzung bestand aus 23 Mann.

## Geschichte

### Deutsche Invasion Norwegens
Beim Beginn der deutschen Invasion Norwegens im April 1940 gehörte das Schiff zur Ofoten-Abteilung im 3. Seeverteidigungsdistrikt (3. Sjøforsvarsdistrikt) in Nordnorwegen. Am 8. April lag die Senja in Narvik. Sie inspizierte den am Nachmittag einlaufenden deutschen Versorgungstanker Jan Wellem und lief in den frühen Morgenstunden des 9. April aus, um Handelsschiffe vor einem angeblich in der Nacht gelegten britischen Minenfeld bei der Insel Landegode nördlich von Bodø am Eingang zum Vestfjord zu warnen. Auf der Fahrt dorthin wurde sie kurz nach 4:00 Uhr bei Ramnes, an der engsten Stelle des Ofotfjords, von dem einlaufenden deutschen Zerstörer Anton Schmitt gestellt und unter Androhung von Gewalt zurück nach Narvik befohlen, wo sie um 6:30 Uhr anlegte, von deutschen Truppen in Besitz genommen und dann als Wachboot eingesetzt wurde.
Drei Tage später, am Abend des 12. April, wurde das Boot, ohne Besatzung am Nykaien liegend, bei einem Luftangriff von zwölf vom Flugzeugträger Furious gestarteten Swordfish-Kampfflugzeugen der 818. Staffel des Fleet Air Arm durch die Druckwirkung von Fliegerbomben versenkt, ebenso wie das auch am 9. April eroberte norwegische Wachschiff Michael Sars.

### Kriegsmarine
Am 12. September 1940 wurde die Senja gehoben und nach entsprechender Reparatur am 21. Oktober bei der Hafenschutzflottille Narvik als Wachboot NN.01 „Löwe“ in Dienst gestellt. Als die Hafenschutzflottillen in Vorpostenflottillen umgewandelt wurden, erhielt das Boot am 15. Mai 1944 die Nummer V 6315 bei der aus der Hafenschutzflottille Narvik hervorgegangenen 63. Vorpostenflottille. Ab Dezember 1944 war es dann als Vorpostenboot V 6735 bei der 67. Vorpostenflottille, die aus der Hafenschutzflottille Kirkenes hervorgegangen war; Einsatzhafen war nun Melbu auf den Vesterålen.

### Norwegische Marine
Bei Kriegsende im Mai 1945 lag das Boot vor Bogen im Kvæfjord, westlich von Harstad. Es wurde der norwegischen Marine übergeben, die es als Fischereischutzboot KV Senja wieder in Dienst stellte. Im März 1954 wurde das Schiff ausgemustert und aufgelegt.

### Zivilschifffahrt
1956 wurde das Schiff verkauft und zum Ringwadentrawler und Frachter mit 211 BRT umgebaut. Einer der beiden Dieselmotoren wurde ausgebaut, so dass das Schiff nur noch 290 PS hatte. Es wurde im Juni 1957 als Torodd in Dienst gestellt, im Winter zum Ringwadenfischen von Heringen und im Sommer zum Fischen vor Island genutzt, ansonsten im Küstenfrachtverkehr.
Um 1960 wurde das Schiff nach Åkrehamn weiterverkauft; es erhielt nun die Fischerei-Nummer R-226-A. Bei der Bildung der Kommune Karmøy erhielt es am 1. Januar 1965 die Nummer R-637-K.
Im Oktober 1971 erfolgte ein erneuter Verkauf und das Schiff, neu vermessen mit 198 BRT, wurde nunmehr nur noch im Küstenfrachtverkehr eingesetzt. Am 13. März 1972, in Langevåg bei Ålesund liegend, wurde es durch einen Brand so schwer beschädigt, dass es von der Versicherung als Totalschaden abgeschrieben wurde und in deren Eigentum überging. 1975 wurde es zum Abbruch nach Trondheim verkauft und dort im Mai 1975 verschrottet.